# ESO 12-11
ESO 12-11 ist die Bezeichnung einer aus den drei Objekten PGC 8, 9 und 11 bestehenden Galaxiengruppe, die sich im Sternbild Oktant auf der Ekliptik befindet.
In einem Radius von drei Winkelminuten um ESO 12-11 liegen die Galaxie PGC 236537 sowie die Sterne BE Octantis, TYC 9350-319-1 und TYC 9350-363-1.

## Eigenschaften der Galaxien
Die scheinbaren Durchmesser der Galaxien betragen 0,3 × 0,2 (PGC 8), 0,3 × 0,1 (PGC 9) und 0,3 × 0,2 Winkelminuten (PGC 11), was PGC 9 zur augenscheinlich kleinsten der drei Galaxien macht. Ihre scheinbaren Helligkeiten liegen mit rund 18 (PGC 8), 17,5 (PGC 9) und 17 Magnituden (PGC 11) in einem ähnlichen Bereich, wobei es sich bei PGC 8 um die dunkelste Galaxie der Gruppe handelt. Anhand der ungefähren Radialgeschwindigkeiten (PGC 8/11: ≈17.000 km/s, PGC 9: ≈17.600 km/s) und der Hubble-Konstante lassen sich grob Entfernungen von 790 (PGC 8, 11) und 820 Millionen Lichtjahren (PGC 9) ermitteln. 